# Мозино (платформа)
Мо́зино — остановочный пункт в Гатчинском районе Ленинградской области на Лужском направлении Октябрьской железной дороги.
В 600 м к западу от платформы проходит автодорога М20 (E 95) Санкт-Петербург — Псков, а в 200 м к востоку — автодорога Н96 Красное Село — Павловск. У платформы расположен посёлок при станции Новое Мозино.
Зал ожидания и кассы по продаже билетов на платформе отсутствуют. Из-за низкого пассажиропотока часть электропоездов проезжает её без остановки.

## История
С XVII века известно о существовании в этих местах деревни Мозино, а позже ещё и мызы Мозино; местом их положения была южная часть современной деревни Романовка.

В 1910 году на 37,1 версте от станции С. Петербург Варшавской линии, находился железнодорожный пост № 4 (по сведениям 1943 года, он располагался на 40 км).
Позже (к 1936 году, и в 1955 году) на 37 километре от станции Ленинград Варшавский уже находилась платформа Мозино.
В дальнейшем (к 1970 году) появились две платформы — Новое Мозино (на 37 км.) и Старое Мозино (на 36 км.).
В 2025 году станции Новое Мозино вернули изначальное название Мозино. На Октябрьской железной дороге пояснили, что это сделано «ввиду расхождения наименования в тарифном руководстве № 4 и на платформенном указателе, а также во избежание разночтений у пассажиров».